# Доброхотов, Анатолий Павлович
Анатолий Павлович Доброхотов (5 октября 1874, Коломна Московской губернии — после 1918) — русский поэт, переводчик и журналист.

## Биография
Родился в семье полицейского пристава (в чине коллежского асессора), мать была дочерью священника. В 1883—1894 гг учится в Коломенской городской гимназии, после окончания которой поступил на юридического отделение Московского университета. Окончив в 1898 г. университет, Доброхотов служил помощником присяжного поверенного.
Литературный дебют состоялся в 1897 г. журнал «Развлечение» (стихотворение «На мотив из Некрасова» («Еду ли я на извозчике скверном…»)). После довольно часто публиковался в различных сатирических изданиях. Сотрудничал со многими журналами: «Вестик Европы», «Вестник иностранной литературы», «Образование», «Русская мысль», «Русское богатство», «Педагогический листок», «Современный мир».
В 1909—1911 годах опубликовал ряд детских стихотворений, посвященных деятелям русской культуры (В. Г. Белинскому, А. И. Герцену, Н. В. Гоголю, А. В. Кольцову, Н. А. Некрасову, И. С. Никитину и другим). В них Доброхотов преподносил своих героев в качестве «народных заступников»: Белинский — «гордый рыцарь света», Герцен — «герой родных надежд и гордых упований» и так далее.
На протяжении всего активного творчества Доброхотов занимался поэтическими переводами, переводил, в основном, германоязычных поэтов: Генриха Гейне, Георга Гервега, Николауса Ленау, Фердинанда Дранмора, Артура Шопенгауэра, Детлева фон Лилиенкрона и других. Помимо немецких поэтов, переводил Тараса Шевченко, Адама Мицкевича, Жозе-Мария де Эредиа.
Доброхотов, видимо, испытывал личную неприязнь к Л. Андрееву (в 1901 г. Л. Андреев довольно иронично отозвался о статье Д. «Рутина наших уголовных защитников. (Заметка начинающего адвоката)»). В 1902 г. Д. опубликовал статью «Талант Леонида Андреева», а в 1909 г. брошюру «Карьера Леонида Андреева. (Этюд о популярности, арлекинах и толпе)», в которых постарался обосновать свое негативное отношение к творчеству Л. Андреева. Эти публикации привели к тому, что подвергся критики сам Доброхотов за субъективизм и грубость тона.

## Оценки творчества
Чуваков В. Н. о характере поэзии Доброхотова:

«Лирика Доброхотова являет собой пример эпигонского следования формам "гражданской поэзии « 1880-х гг. (главным образом П. Ф. Якубовичу) при утрате ее революционного содержания.»
Чуваков В. Н. о мотивах творчества Доброхотова:

«Доброхотов был — что не часто встречается — демократом консервативного толка. Сочувствуя угнетенному народу и надеясь на его освобождение «сверху», Доброхотов воспевает в стихах свободы, провозглашенные манифестом 17 октября 1905 („Знаю из сказок народных…“ — «Вечерняя почта», 1905, 18 октября, 2-е приб.).»
Е. В. Витковский о поэтических переводах Доброхотова:

«Переводы Доброхотова носят вполне любительский характер, но многие немецкие авторы, на которых он обратил внимание, по сей день остаются не совсем заслуженно безвестны и в странах немецкого языка, и в России»
В. Г. Короленко о брошюре «Деспотия коммунистического строя»: 

«…автор надергал цитат и кусочков из разных сочинений, заявлений и манифестов и свалил все это в беспорядочную и пеструю кучу»
Безымянный автор «Биржевых Ведомостей» о статье «Талант Леонида Андреева»:

«Развенчивая Леонида Андреева, маленький Геростратик договорился до Геркулесовых столбов».